# Mallapalli, Bangarapet
Mallapalli là một làng thuộc tehsil Bangarapet, huyện Kolar, bang Karnataka, Ấn Độ.